# Sidi Uld Cheij Abdallahi
Sidi Mohamed Uld Cheij Abdellahi (Aleg, 1938 - Nuakchot, 22 de noviembre de 2020) (en árabe:سيدى محمد ولد الشيخ عبد اللا) fue un político mauritano. Ganó las elecciones presidenciales de 2007 y tomó posesión de su puesto el 19 de abril de 2007.
Un golpe de Estado en agosto de 2008, encabezado por el General de la Guardia Presidencial, Mohamed Uld Abdelaziz, lo depuso y la junta militar autodenominada Alto Consejo de Estado asumió, de facto, las funciones de la Presidencia de la República.
Desde agosto de 2007 era miembro del partido Pacto Nacional para la Democracia y el Desarrollo.

## Biografía
Abdellahi nació en la ciudad de Aleg al sur de Mauritania, cerca de la frontera con Senegal, aproximadamente a unos 250 kilómetros de la capital Nuakchot. Es miembro de la etnia árabe-bereber. Estudió primero en Rosso y después matemáticas, física, y química en Dakar, Senegal, en la Escuela Normal Superior William Ponty, y obtuvo el diplôme d'études approfondies en Económicas en Grenoble, Francia, después de haber pasado por París.
De regreso a su país, una vez acabados los estudios, fue nombrado director del II Plan de Desarrollo Económico y Social con el presidente Moktar Ould Daddah, siendo luego Ministro en distintas carteras, desde 1971 a 1978. Durante este periodo, ocupó la posición de Ministro de Estado para la Economía Nacional, en el que destacó por la nacionalización de las minas de hierro y la introducción de la moneda mauritana, la Ouguiya, como moneda nacional de curso legal en sustitución del franco francés. Tras el derrocamiento de Daddah por Moustafa Ould Salek, fue detenido y mantenido preso desde julio de 1978 hasta 1979.
De 1982 a 1985, Abdallahi vivió en Kuwait, donde trabajó como asesor para la Kuwait Fund for Arab Economic Development (Fondo Kuwaití para el Desarrollo Económico Árabe). Después de volver a Mauritania, con el gabinete de Maaouya Ould Sid'Ahmed Taya, fue Ministro de Infraestructuras Hidráulicas y Ministro de Pesca (1986-1987). Después Taya lo encerró en prisión alegando un delito de corrupción política en su puesto en el Departamento de Pesca por la venta ilegal de licencias.
Pronto fue puesto en libertad y regresó a trabajar de nuevo para la Fundación kuwaití la que en 1989 le destinó a Níger hasta 2003, ocupando diversos puestos de asesor para el gobierno de ese país, en especial de los ministerios de Planificación Económica y Finanzas.

### Fallecimiento
Sidi Uld Cheij Abdallahi falleció el 22 de noviembre de 2020 en Nuakchot. Su deceso se produjo a raíz de haber sufrido un ataque cardíaco. Tenía ochenta y dos años.

## Elecciones presidenciales
Abdallahi anunció su candidatura a la Presidencia como independiente en julio de 2006. Se le consideró por muchos como un candidato títere del Consejo Militar para la Justicia y la Democracia, aunque Abdallahi lo negó. La Coalición de Fuerzas para el Cambio Democrático, que obtuvo una gran representación en el Parlamento en las elecciones legislativas de 2006, envió una carta a varias organizaciones internacionales, incluida la Unión Africana, acusando a la Junta Militar de hacer campaña en favor de él, incluyendo influencias sobre los ciudadanos al prometer tratos de favor, aunque el nombre de Abdallahi no se menciona en las misivas.
En la primera vuelta de las elecciones, celebradas el 11 de marzo de 2007, Abdallahi obtuvo una posición ventajosa al ser el candidato más votado con el 25%. En la segunda vuelta (25 de marzo), entre Abdallahi y Ahmed Ould Daddah, con el apoyo expreso de quienes habían obtenido el tercer y cuarto puesto en la primera vuelta, Zeine Ould Zeidane y Messaoud Ould Boulkheir respectivamente, obtuvo la victoria. Así lo anunció el ministro del Interior, Mohamed Ahmed Ould Mohamed Lemine, declarando a Abdallahi, oficialmente, como el vencedor de las elecciones presidenciales con el 52.85% de los votos populares. Abdallahi ganó en 10 de las 13 regiones mauritanas. Tomó posesión del puesto el 19 de abril de 2007, sustituyendo a Ely Ould Mohamed Vall.
En junio de 2007 el presidente se dirigió al país pidiendo perdón por las violaciones de derechos humanos en el pasado, y anunciando la posibilidad de que en el futuro regresen los refugiados situados, sobre todo, en Senegal y Malí, donde se encuentran unos 200.000  hombres y mujeres.

## Golpe de Estado
El 6 de agosto de 2008, Abdallahi fue depuesto por un golpe de Estado llevado a término por la cúpula militar del país tras un convulso periodo de inestabilidad política y como reacción a los cambios en los mandos militares. Se formó una junta militar autodenominada Alto Consejo de Estado, presidida por Mohamed Uld Abdelaziz, que asumió de facto la Presidencia de la República.
Abdallahi fue acusado de «[bloquear] las instituciones de la República, el deterioro de las condiciones de vida de la población, el fracaso del Estado y el cese de forma injusta e ilícita, de todos los jefes de los organismos de fuerzas armadas y de seguridad» y detenido en un cuartel militar hasta que fue trasladado al Palacio de Congresos. Junto a él fueron detenidos el primer ministro, Yahya Ould Ahmed Waghf, y otros miembros del gobierno.
El golpe contó con el apoyo de los partidos de la oposición política, los más importantes la Reagrupación de Fuerzas Democráticas (RFD) y el Partido Republicano para la Democracia y la Renovación y la oposición del Pacto Nacional para la Democracia y el Desarrollo (PNDD-ADIL), la Alianza Popular Progresista (APP), la Agrupación Nacional para la Democracia y el Desarrollo y la Unión de Fuerzas de Progreso, así como de la comunidad internacional, singularmente Naciones Unidas, la Unión Africana, la Unión Europea, Estados Unidos, Francia, Rusia, Argelia y Nigeria. Estos dos últimos países no reconocieron a los nuevos gobernantes, la Unión Africana suspendió a Mauritania como miembro y Francia y Estados Unidos aplicaron sanciones económicas.
Tras declarar una mayoría de diputados y senadores del Parlamento de Mauritania su intención de procesar a Abdallahi por malas prácticas gubernamentales, el líder de la Junta militar convocó una reunión extraordinaria de las cámaras para crear el Tribunal Superior de Justicia de Mauritania que procesase a Abdallahi.